# Pseudoleptomesochrella halophila
Pseudoleptomesochrella halophila är en kräftdjursart som först beskrevs av Noodt 1952.  Pseudoleptomesochrella halophila ingår i släktet Pseudoleptomesochrella och familjen Ameiridae. Arten har ej påträffats i Sverige. Inga underarter finns listade i Catalogue of Life.